# Tapete quântico

O tapete quântico para a partícula no poço de potencial infinito. O eixo horizontal é a posição da partícula. O tempo de animação em execução é a alteração da função de onda inicial.

Na mecânica quântica, um tapete quântico ou tapete de luz é um padrão de arte regular, desenhado pela evolução da função de onda ou pela densidade de probabilidade no espaço do produto cartesiano da coordenada da posição da partícula quântica e no tempo ou no espaço-tempo semelhante à arte do tapete. É o resultado da auto-interferência da função de onda durante sua interação com os limites refletidos.  Por exemplo, no poço de potencial infinito, após a propagação do pacote de ondas Gaussiano inicialmente localizado no centro do poço, várias partes da função de onda começam a se sobrepor e interferir umas com as outras após a reflexão dos limites. A geometria de um tapete quântico é determinada principalmente pelos reavivamentos fracionários quânticos.
Os tapetes quânticos aparecem em muitos campos da física de ondas, desde a mecânica quântica, com aplicações em física nuclear e condensação de Bose-Einstein, a ondas eletromagnéticas e, em particular, guias de ondas.